# Románia a 2000. évi nyári olimpiai játékokon
Románia az ausztráliai Sydneyben megrendezett 2000. évi nyári olimpiai játékok egyik részt vevő nemzete volt. Az országot az olimpián 16 sportágban 145 sportoló képviselte, akik összesen 26 érmet szereztek.

## Érmesek
| Érem  | Versenyző | Sportág       | Versenyszám                  |
| ----- | --- | ------------- | ---------------------------- |
| Arany | Szabó Gabriella | Atlétika      | Női 5000 m                   |
| Arany | Georgeta Damian-Andrunache Doina Ignat | Evezés        | Női kormányos nélküli kettes |
| Arany | Georgeta Damian-Andrunache Viorica Susanu Ioana Olteanu Veronica Cogeanu-Cochelea Maria Dumitrache Elisabeta Oleniuc-Lipă Liliana Gafencu Doina Ignat Elena Georgescu | Evezés        | Női nyolcas                  |
| Arany | Constanța Burcică-Pipotă Angela Tamaş-Alupei | Evezés        | Női könnyűsúlyú kétpárevezős |
| Arany | Florin Popescu Mitică Pricop | Kajak-kenu    | Férfi kenu kettes 1000 m     |
| Arany | Marius Urzică | Torna         | Férfi lólengés               |
| Arany | Simona Amânar | Torna         | Női egyéni összetett         |
| Arany | Andreea Răducan Simona Amânar Maria Olaru Loredana Boboc Andreea Isărescu Claudia Presăcan                                                                            | Torna         | Női csapat összetett         |
| Arany | Diana Mocanu | Úszás         | Női 100 m hát                |
| Arany | Diana Mocanu | Úszás         | Női 200 m hát                |
| Arany | Mihai Covaliu | Vívás         | Férfi kard, egyéni           |
| Ezüst | Violeta Beclea-Szekely | Atlétika      | Női 1500 m                   |
| Ezüst | Lidia Şimon | Atlétika      | Női maraton                  |
| Ezüst | Marian Simion | Ökölvívás     | Nagyváltósúly                |
| Ezüst | Maria Olaru | Torna         | Női egyéni összetett         |
| Ezüst | Andreea Răducan | Torna         | Női ugrás                    |
| Ezüst | Beatrice Căşlaru | Úszás         | Női 200 m vegyes             |
| Bronz | Szabó Gabriella | Atlétika      | Női 1500 m                   |
| Bronz | Oana Muşunoi-Pantelimon | Atlétika      | Női magasugrás               |
| Bronz | Simona Richter | Cselgáncs     | Női félnehézsúly             |
| Bronz | Florin Popescu Mitică Pricop | Kajak-kenu    | Férfi kenu kettes 500 m      |
| Bronz | Raluca Ioniţă Mariana Limbău Elena Radu Sanda Toma | Kajak-kenu    | Női kajak négyes 500 m       |
| Bronz | Dorel Simion | Ökölvívás     | Váltósúly                    |
| Bronz | Iulian Raicea | Sportlövészet | Férfi gyorstüzelő pisztoly   |
| Bronz | Simona Amânar | Torna         | Női talaj                    |
| Bronz | Beatrice Căşlaru | Úszás         | Női 400 m vegyes             |

## Asztalitenisz
Férfi
| Versenyző     | Versenyszám | Selejtező         | Csoportkör | Csoportkör | 32-es főtábla     | Nyolcaddöntő      | Negyeddöntő       | Elődöntő          | Döntő             | Helyezés |
| Versenyző     | Versenyszám | Ellenfél Eredmény | Ellenfél Eredmény                                                                                                | Hely.      | Ellenfél Eredmény | Ellenfél Eredmény | Ellenfél Eredmény | Ellenfél Eredmény | Ellenfél Eredmény | Helyezés |
| ------------- | ----------- | ----------------- | --- | ---------- | ----------------- | ----------------- | ----------------- | ----------------- | ----------------- | -------- |
| Adrian Crişan | Egyes       |                   | E csoport · Lucjan Błaszczyk (POL) · 21–15, 16–21, 21–19, 16–21, 18–21 · Simon Gerada (AUS) · 21–9, 21–16, 21–11 | 2.         | kiesett           | kiesett           | kiesett           | kiesett           | kiesett           | 17.      |

Női
| Versenyző                    | Versenyszám | Selejtező         | Csoportkör | Csoportkör | 32-es főtábla                                       | Nyolcaddöntő                                              | Negyeddöntő                                                                  | Elődöntő          | Döntő             | Helyezés |
| Versenyző                    | Versenyszám | Ellenfél Eredmény | Ellenfél Eredmény | Hely.      | Ellenfél Eredmény                                   | Ellenfél Eredmény                                         | Ellenfél Eredmény                                                            | Ellenfél Eredmény | Ellenfél Eredmény | Helyezés |
| ---------------------------- | ----------- | ----------------- | --- | ---------- | --------------------------------------------------- | --------------------------------------------------------- | ---------------------------------------------------------------------------- | ----------------- | ----------------- | -------- |
| Mihaela Şteff                | Egyes       |                   | erőnyerő | erőnyerő   | Anne Boileau (FRA) · 21–15, 21–12, 21–18            | Åsa Svensson (SWE) · 13–21, 21–16, 18–21, 21–10, 21–13    | Jing Jun Hong (SIN) · 20–22, 12–21, 21–19, 20–22                             | kiesett           | kiesett           | 5.       |
| Otilia Bădescu               | Egyes       |                   | J csoport · Lígia da Silva (BRA) · 21–8, 21–16, 21–16 · Okszana Kuscs (RUS) · 21–16, 18–21, 21–18, 21–14                                  | 1.         | Szog Unmi (KOR) · 21–19, 18–21, 21–15, 10–21, 21–23 | kiesett                                                   | kiesett                                                                      | kiesett           | kiesett           | 17.      |
| Mihaela Şteff Otilia Bădescu | Páros       | erőnyerő          | E csoport · Oroszország (RUS) · Galina Melnyik · Okszana Kuscs · 21–10, 22–20 · Nigéria (NGR) · Atisi Owoh · Kehinde Okenla · 21–14, 21–9 | 1.         |                                                     | Tajvan (TPE) · Csen Csing · Xu Jing · 21–15, 23–21, 22–20 | Dél-Korea (KOR) · Kim Mukjo · Ju Dzsihje · 18–21, 22–20, 14–21, 25–23, 19–21 | kiesett           | kiesett           | 5.       |

## Atlétika
Férfi
| Versenyző      | Versenyszám     | Előfutam | Előfutam | Előfutam | Döntő   | Döntő    |
| Versenyző      | Versenyszám     | Idő      | Hely.    | Össz.    | Idő     | Helyezés |
| -------------- | --------------- | -------- | -------- | -------- | ------- | -------- |
| Florin Ionescu | 3000 m akadály  | 8:37,44  | 8.       | 27.      | kiesett | kiesett  |
| Costică Bălan  | 20 km gyaloglás |          |          |          | 1:23:42 | 18.      |

| Versenyző      | Versenyszám   | Selejtező             | Selejtező             | Döntő    | Döntő    |
| Versenyző      | Versenyszám   | Eredmény              | Helyezés              | Eredmény | Helyezés |
| -------------- | ------------- | --------------------- | --------------------- | -------- | -------- |
| Bogdan Ţărus   | Távolugrás    | 800 cm                | 12.                   | 800 cm   | 9.       |
| Ionuţ Pungă    | Hármasugrás   | 16,72 m               | 14.                   | kiesett  | kiesett  |
| Gheorghe Guşet | Súlylökés     | 18,56 m               | 30.                   | kiesett  | kiesett  |
| Costel Grasu   | Diszkoszvetés | érvényes dobás nélkül | érvényes dobás nélkül | kiesett  | kiesett  |

Női
| Versenyző               | Versenyszám     | Előfutam | Előfutam | Előfutam | Negyeddöntő | Negyeddöntő | Negyeddöntő | Elődöntő | Elődöntő | Elődöntő | Döntő         | Döntő         |
| Versenyző               | Versenyszám     | Idő      | Hely.    | Össz.    | Idő         | Hely.       | Össz.       | Idő      | Hely.    | Össz.    | Idő           | Helyezés      |
| ----------------------- | --------------- | -------- | -------- | -------- | ----------- | ----------- | ----------- | -------- | -------- | -------- | ------------- | ------------- |
| Otilia Silvia Ruicu     | 400 m           | 52,65    | 3.       | 27.      | 52,28       | 6.          | 22.         | kiesett  | kiesett  | kiesett  | kiesett       | kiesett       |
| Elena Iagăr             | 800 m           | 2:07,56  | 7.       | 30.      |             |             |             | kiesett  | kiesett  | kiesett  | kiesett       | kiesett       |
| Violeta Beclea-Szekely  | 1500 m          | 4:10,18  | 1.       | 12.      |             |             |             | 4:06,60  | 1.       | 7.       | 4:05,15       |               |
| Elena Iagăr             | 1500 m          | 4:11,35  | 4.       | 21.      |             |             |             | 4:14,75  | 12.      | 23.      | kiesett       | kiesett       |
| Szabó Gabriella         | 1500 m          | 4:08,33  | 3.       | 3.       |             |             |             | 4:07,38  | 4.       | 11.      | 4:05,27       |               |
| Szabó Gabriella         | 5000 m          | 15:08,36 | 1.       | 2.       |             |             |             |          |          |          | 14:40,79      |               |
| Lidia Şimon             | Maraton         |          |          |          |             |             |             |          |          |          | 2:23:22       |               |
| Alina Gherasim          | Maraton         |          |          |          |             |             |             |          |          |          | 2:36:16       | 29.           |
| Anuţa Cătună            | Maraton         |          |          |          |             |             |             |          |          |          | nem ért célba | nem ért célba |
| Ionela Târlea-Manolache | 400 m gát       | 56,40    | 3.       | 16.      |             |             |             | 54,70    | 4.       | 5.       | 54,35         | 6.            |
| Norica Cîmpean          | 20 km gyaloglás |          |          |          |             |             |             |          |          |          | 1:31:50       | 6.            |
| Ana Maria Groza         | 20 km gyaloglás |          |          |          |             |             |             |          |          |          | 1:33:38       | 13.           |

| Versenyző                | Versenyszám   | Selejtező | Selejtező | Döntő    | Döntő    |
| Versenyző                | Versenyszám   | Eredmény  | Helyezés  | Eredmény | Helyezés |
| ------------------------ | ------------- | --------- | --------- | -------- | -------- |
| Oana Muşunoi-Pantelimon  | Magasugrás    | 194 cm    | 12.*      | 199 cm   | *        |
| Monica Iagăr-Dinescu     | Magasugrás    | 194 cm    | 10.*      | 193 cm   | 9.*      |
| Viorica Ţigău            | Távolugrás    | 625 cm    | 27.       | kiesett  | kiesett  |
| Cristina Nicolau         | Hármasugrás   | 14,14 m   | 10.       | 14,17 m  | 6.       |
| Nicoleta Grădinaru-Grasu | Diszkoszvetés | 58,87 m   | 19.       | kiesett  | kiesett  |
| Felicia Ţilea-Moldovan   | Gerelyhajítás | 58,75 m   | 15.       | kiesett  | kiesett  |
| Ana Mirela Ţermure       | Gerelyhajítás | 56,31 m   | 22.       | kiesett  | kiesett  |

| Versenyző     | Versenyszám | 100 m gát | 100 m gát | Magasugrás | Magasugrás | Súlylökés | Súlylökés | 200 m | 200 m | Távolugrás | Távolugrás | Gerelyhajítás | Gerelyhajítás | 800 m   | 800 m | Végeredmény | Végeredmény |
| Versenyző     | Versenyszám | Idő       | Pont      | Eredmény   | Pont       | Eredmény  | Pont      | Idő   | Pont  | Eredmény   | Pont       | Eredmény      | Pont          | Idő     | Pont  | Pont        | Helyezés    |
| ------------- | ----------- | --------- | --------- | ---------- | ---------- | --------- | --------- | ----- | ----- | ---------- | ---------- | ------------- | ------------- | ------- | ----- | ----------- | ----------- |
| Viorica Ţigău | Hétpróba    | 13,39     | 1066      | 172 cm     | 879        | 11,53 m   | 630       | 24,80 | 905   | 601 cm     | 853        | 43,38 m       | 732           | 2:19,65 | 828   | 5893        | 18.         |

* - egy másik versenyzővel azonos eredményt ért el

## Birkózás
Kötöttfogású
| Versenyző          | Versenyszám | Csoportkör                                                                                             | Csoportkör | Negyeddöntő       | Elődöntő          | Bronz- mérkőzés   | Döntő             | Helyezés |
| Versenyző          | Versenyszám | Ellenfél Eredmény                                                                                      | Hely.      | Ellenfél Eredmény | Ellenfél Eredmény | Ellenfél Eredmény | Ellenfél Eredmény | Helyezés |
| ------------------ | ----------- | --- | ---------- | ----------------- | ----------------- | ----------------- | ----------------- | -------- |
| Marian Sandu       | 54 kg       | 4. csoport · Alekszej Sevcov (RUS) · 8-11 · Kang Jonggjun (PRK) · 8-7                                  | 3.         | kiesett           | kiesett           | kiesett           | kiesett           | 13.      |
| Constantin Borăscu | 58 kg       | 6. csoport · Rifat Yildiz (GER) · 4-6 · Valerij Nyikonorov (RUS) · 3-7 · Mohamed Barguaoui (TUN) · 7-0 | 3.         | kiesett           | kiesett           | kiesett           | kiesett           | 9.       |
| Ender Memet        | 69 kg       | 2. csoport · Filiberto Azcuy (CUB) · 3-4 · Ali Abdo (AUS) · 11-0                                       | 2.         | kiesett           | kiesett           | kiesett           | kiesett           | 9.       |
| Petru Sudureac     | 97 kg       | 1. csoport · Mikael Ljungberg (SWE) · 2-3 · Ali Mollov (BUL) · 6-1                                     | 2.         | kiesett           | kiesett           | kiesett           | kiesett           | 11.      |

Szabadfogású
| Versenyző     | Versenyszám | Csoportkör | Csoportkör | Negyeddöntő       | Elődöntő          | Bronz- mérkőzés   | Döntő             | Helyezés |
| Versenyző     | Versenyszám | Ellenfél Eredmény                                                                                                | Hely.      | Ellenfél Eredmény | Ellenfél Eredmény | Ellenfél Eredmény | Ellenfél Eredmény | Helyezés |
| ------------- | ----------- | --- | ---------- | ----------------- | ----------------- | ----------------- | ----------------- | -------- |
| Nicolae Ghiţă | 85 kg       | 6. csoport · Amir Reza Khadem Azgadhi (IRI) · 3-5 · Kapuvári Gábor (HUN) · 1-2 · Vincent Aka-Akesse (CIV) · 10-0 | 3.         | kiesett           | kiesett           | kiesett           | kiesett           | 8.       |

## Cselgáncs
Férfi
| Versenyző       | Versenyszám  | Selejtező                        | 32-es főtábla                            | Nyolcaddöntő                      | Negyeddöntő                     | Elődöntő          | Vigaszág első kör | Vigaszág negyeddöntő          | Vigaszág elődöntő | Bronz- mérkőzés   | Döntő             | Helyezés    |
| Versenyző       | Versenyszám  | Ellenfél Eredmény                | Ellenfél Eredmény                        | Ellenfél Eredmény                 | Ellenfél Eredmény               | Ellenfél Eredmény | Ellenfél Eredmény | Ellenfél Eredmény             | Ellenfél Eredmény | Ellenfél Eredmény | Ellenfél Eredmény | Helyezés    |
| --------------- | ------------ | -------------------------------- | ---------------------------------------- | --------------------------------- | ------------------------------- | ----------------- | ----------------- | ----------------------------- | ----------------- | ----------------- | ----------------- | ----------- |
| Claudiu Baştea  | Könnyűsúly   | Nakamura Kenzó (JPN) · 0010-0110 | kiesett                                  | kiesett                           | kiesett                         | kiesett           |                   |                               |                   |                   |                   | helyezetlen |
| Adrian Croitoru | Középsúly    |                                  | José Vicbart Geraldino (DOM) · 0001-0001 | Dmitrij Morozov (RUS) · 1001-0000 | Mark Huizinga (NED) · 0000-0001 |                   |                   | Brian Olson (USA) · 0001-1000 | kiesett           | kiesett           |                   | 9.          |
| Radu Ivan       | Félnehézsúly | erőnyerő                         | Leanyid Szvirid (BLR) · 0100-0000        | Iveri Jikurauli (GEO) · 0001-1001 | kiesett                         | kiesett           |                   |                               |                   |                   |                   | helyezetlen |
| Gabi Munteanu   | Nehézsúly    | Petr Jákl (CZE) · 0000-1011      | kiesett                                  | kiesett                           | kiesett                         | kiesett           |                   |                               |                   |                   |                   | helyezetlen |

Női
| Versenyző         | Versenyszám  | Selejtező                       | Nyolcaddöntő                     | Negyeddöntő                     | Elődöntő          | Vigaszág első kör | Vigaszág negyeddöntő                        | Vigaszág elődöntő                | Bronz- mérkőzés                | Döntő             | Helyezés    |
| Versenyző         | Versenyszám  | Ellenfél Eredmény               | Ellenfél Eredmény                | Ellenfél Eredmény               | Ellenfél Eredmény | Ellenfél Eredmény | Ellenfél Eredmény                           | Ellenfél Eredmény                | Ellenfél Eredmény              | Ellenfél Eredmény | Helyezés    |
| ----------------- | ------------ | ------------------------------- | -------------------------------- | ------------------------------- | ----------------- | ----------------- | ------------------------------------------- | -------------------------------- | ------------------------------ | ----------------- | ----------- |
| Laura Moise       | Légsúly      | Pak Szongdzsa (KOR) · 1000-0000 | Amarilys Savón (CUB) · 0001-0010 | kiesett                         | kiesett           |                   |                                             |                                  |                                |                   | helyezetlen |
| Ioana Dinea-Aluaş | Harmatsúly   | Jackelin Díaz (VEN) · 1000-0000 | Liu Yuxiang (CHN) · 0000-0011    |                                 |                   |                   | Lurembam Brodzsesori Dévi (IND) · 1000-0000 | Salima Souakri (ALG) · 0200-0011 | Kje Szunhi (PRK) · 0001-0200   |                   | 5.          |
| Simona Richter    | Félnehézsúly | erőnyerő                        | Chloe Cowen (GBR) · 1010-0000    | Diadenys Luna (CUB) · 0010-0010 |                   |                   | Amy Tong (USA) · 1000-0000                  | I Szojon (KOR) · 0100-0100       | Heidi Rakels (BEL) · 0011-0000 |                   |             |

## Evezés
Férfi
| Versenyző | Versenyszám              | Előfutam | Előfutam | Vigaszág | Vigaszág | Elődöntő | Elődöntő | Elődöntő | Döntő | Döntő   | Döntő | Helyezés |
| Versenyző | Versenyszám              | Idő      | Hely.    | Idő      | Hely.    | Típus    | Idő      | Hely.    | Típus | Idő     | Hely. | Helyezés |
| --- | ------------------------ | -------- | -------- | -------- | -------- | -------- | -------- | -------- | ----- | ------- | ----- | -------- |
| Valeriu Andrunache Adrian Bucenschi Valentin Robu Florin Corbeanu                                                                     | Kormányos nélküli négyes | 6:14,00  | 4.       | 6:11,24  | 2.       | A/B      | 6:15,14  | 6.       | B     | 6:06,73 | 4.    | 10.      |
| Costel Mutescu Vasile Măstăcan Cornel Nemţoc Florian Tudor Viorel Talapan Andrei Bănică Gheorghe Pîrvan Dorin Alupei Dumitru Răducanu | Nyolcas                  | 5:36,93  | 4.       | 5:43,24  | 2.       |          |          |          | A     | 5:43,89 | 6.    | 6.       |

Női
| Versenyző | Versenyszám              | Előfutam | Előfutam | Vigaszág | Vigaszág | Elődöntő | Elődöntő | Elődöntő | Döntő | Döntő   | Döntő | Helyezés |
| Versenyző | Versenyszám              | Idő      | Hely.    | Idő      | Hely.    | Típus    | Idő      | Hely.    | Típus | Idő     | Hely. | Helyezés |
| --- | ------------------------ | -------- | -------- | -------- | -------- | -------- | -------- | -------- | ----- | ------- | ----- | -------- |
| Elisabeta Oleniuc-Lipă Veronica Cogeanu-Cochelea | Kétpárevezős             | 7:08,70  | 1.       |          |          |          |          |          | A     | 7:05,05 | 5.    | 5.       |
| Georgeta Damian-Andrunache Doina Ignat | Kormányos nélküli kettes | 7:16,22  | 1.       |          |          |          |          |          | A     | 7:11,00 | 1.    |          |
| Doina Spîrcu Aurica Chiriţă-Bărăscu Elena Popa Crina Violeta Serediuc                                                                                                 | Négypárevezős            | 6:52,01  | 5.       | 6:50,34  | 4.       |          |          |          | B     | 6:46,78 | 3.    | 9.       |
| Georgeta Damian-Andrunache Viorica Susanu Ioana Olteanu Veronica Cogeanu-Cochelea Maria Dumitrache Elisabeta Oleniuc-Lipă Liliana Gafencu Doina Ignat Elena Georgescu | Nyolcas                  | 6:06,66  | 1.       |          |          |          |          |          | A     | 6:06,44 | 1.    |          |
| Constanța Burcică-Pipotă Angela Tamaş-Alupei | Könnyűsúlyú kétpárevezős | 7:16,65  | 1.       |          |          | A/B      | 6:59,85  | 1.       | A     | 7:02,64 | 1.    |          |

## Kajak-kenu

### Síkvízi
Férfi
| Versenyző                                                     | Versenyszám         | Előfutam | Előfutam | Előfutam | Elődöntő | Elődöntő | Elődöntő | Döntő    | Döntő    |
| Versenyző                                                     | Versenyszám         | Idő      | Hely.    | Össz.    | Idő      | Hely.    | Össz.    | Idő      | Helyezés |
| ------------------------------------------------------------- | ------------------- | -------- | -------- | -------- | -------- | -------- | -------- | -------- | -------- |
| Magyar Géza                                                   | Kajak egyes 500 m   | 1:42,733 | 3.       | 15.      | 1:41,482 | 4.       | 11.      | kiesett  | kiesett  |
| Marian Baban                                                  | Kajak egyes 1000 m  | 3:45,127 | 5.       | 25.      | 3:47,215 | 7.       | 23.      | kiesett  | kiesett  |
| Corneli Vasile Curuzan Romică Şerban                          | Kajak kettes 500 m  | 1:33,184 | 4.       | 12.      | 1:32,975 | 6.       | 11.      | kiesett  | kiesett  |
| Corneli Vasile Curuzan Sorin Petcu Romică Şerban Marian Sîrbu | Kajak négyes 1000 m | 3:05,341 | 5.       | 11.      | 3:05,101 | 6.       | 6.       | kiesett  | kiesett  |
| Florin Huidu                                                  | Kenu egyes 500 m    | 1:53,076 | 4.       | 9.       | 1:53,277 | 4.       | 4.       | kiesett  | kiesett  |
| Florin Huidu                                                  | Kenu egyes 1000 m   | 3:56,770 | 5.       | 7.       | 4:03,910 | 5.       | 5.       | kiesett  | kiesett  |
| Florin Popescu Mitică Pricop                                  | Kenu kettes 500 m   | 1:41,904 | 1.       | 2.       |          |          |          | 1:54,260 |          |
| Florin Popescu Mitică Pricop                                  | Kenu kettes 1000 m  | 3:37,340 | 1.       | 2.       |          |          |          | 3:37,355 |          |

Női
| Versenyző                                          | Versenyszám        | Előfutam | Előfutam | Előfutam | Elődöntő | Elődöntő | Elődöntő | Döntő    | Döntő    |
| Versenyző                                          | Versenyszám        | Idő      | Hely.    | Össz.    | Idő      | Hely.    | Össz.    | Idő      | Helyezés |
| -------------------------------------------------- | ------------------ | -------- | -------- | -------- | -------- | -------- | -------- | -------- | -------- |
| Sanda Toma                                         | Kajak egyes 500 m  | 1:54,738 | 4.       | 9.       | 1:56,310 | 5.       | 5.       | kiesett  | kiesett  |
| Raluca Ioniţă Mariana Limbău                       | Kajak kettes 500 m | 1:43,204 | 2.       | 4.       |          |          |          | 1:59,264 | 4.       |
| Raluca Ioniţă Mariana Limbău Elena Radu Sanda Toma | Kajak négyes 500 m | 1:35,935 | 3.       | 7.       |          |          |          | 1:37,010 |          |

## Kézilabda

### Női
| Román női kézilabdacsapat-játékoskeret | Román női kézilabdacsapat-játékoskeret                                                                                          |
| --- | --- |
| - Aurelia Stoica - Valeria Motogna-Beşe - Cristina Vărzaru - Cristina Dogaru-Cucuian - Elena Napăr - Gabriela Doina Tănaşe - Lidia Drăgănescu | - Luminită Huţupan-Dinu - Mihaela Ignat - Nicoleta Alina Dobrin - Ramona Farcău - Steluţa Luca - Talida Tolnai - Victorina Bora |

#### Eredmények
Csoportkör
A csoport
| Csapat              | M | Gy | D | V | G+  | G–  | Gk  | P |
| ------------------- | - | -- | - | - | --- | --- | --- | - |
| Dél-Korea (KOR)     | 4 | 4  | 0 | 0 | 131 | 100 | +31 | 8 |
| Magyarország (HUN)  | 4 | 2  | 1 | 1 | 119 | 106 | +13 | 5 |
| Franciaország (FRA) | 4 | 2  | 0 | 2 | 90  | 93  | –3  | 4 |
| Románia (ROU)       | 4 | 1  | 1 | 2 | 99  | 101 | –2  | 3 |
| Angola (ANG)        | 4 | 0  | 0 | 4 | 98  | 137 | –39 | 0 |

| 2000. szeptember 19. 19:30 | Románia (ROU)  | 25–34  | Dél-Korea (KOR)        | Játékvezetők: Jurij Litvinov, Valerij Hudojerko (RUS) |
| 2000. szeptember 19. 19:30 | Dobrin, Luca 5 | (9–16) | O Szongok, I Szangun 8 | Játékvezetők: Jurij Litvinov, Valerij Hudojerko (RUS) |
| 2000. szeptember 19. 19:30 | 6× 3×          |        | 1× 4×                  | Játékvezetők: Jurij Litvinov, Valerij Hudojerko (RUS) |

| 2000. szeptember 21. 16:30 | Angola (ANG) | 25–35   | Románia (ROU) | Játékvezetők: Thomas Bojsen, Tugomir Anusic (USA) |
| 2000. szeptember 21. 16:30 | Bengue 11    | (11–16) | Dobrin 10     | Játékvezetők: Thomas Bojsen, Tugomir Anusic (USA) |
| 2000. szeptember 21. 16:30 | 6× 2×        |         | 10× 3× 1×     | Játékvezetők: Thomas Bojsen, Tugomir Anusic (USA) |

| 2000. szeptember 23. 21:30 | Románia (ROU) | 21–21   | Magyarország (HUN) | Játékvezetők: Svein Olav Oie, Bjorn Hogsnes (NOR) |
| 2000. szeptember 23. 21:30 | Drăgănescu 7  | (12–10) | Farkas Á. 6        | Játékvezetők: Svein Olav Oie, Bjorn Hogsnes (NOR) |
| 2000. szeptember 23. 21:30 | 5× 3×         |         | 3× 3× 1×           | Játékvezetők: Svein Olav Oie, Bjorn Hogsnes (NOR) |

| 2000. szeptember 25. 21:30 | Franciaország (FRA)       | 21–18   | Románia (ROU) | Játékvezetők: Leon Kalin, Enes Koric (SLO) |
| 2000. szeptember 25. 21:30 | Myaro, Pecqueux-Rolland 6 | (11–10) | Luca 7        | Játékvezetők: Leon Kalin, Enes Koric (SLO) |
| 2000. szeptember 25. 21:30 | 7× 3×                     |         | 3× 3×         | Játékvezetők: Leon Kalin, Enes Koric (SLO) |

Negyeddöntő
| 2000. szeptember 28. 21:30 | Norvégia (NOR) | 28–16  | Románia (ROU) | Játékvezetők: Marjan Nachevski, Dragan Nachevski (MKD) |
| 2000. szeptember 28. 21:30 | Grini 9        | (12–8) | Tănaşe 4      | Játékvezetők: Marjan Nachevski, Dragan Nachevski (MKD) |
| 2000. szeptember 28. 21:30 | 5× 3×          |        | 5× 3×         | Játékvezetők: Marjan Nachevski, Dragan Nachevski (MKD) |

Az 5–8. helyért
| 2000. szeptember 30. 11:30 | Ausztria (AUT) | 29–23   | Románia (ROU) | Játékvezetők: Peter Hansson, Peter Olsson (SWE) |
| 2000. szeptember 30. 11:30 | Fridrikas 8    | (12–12) | Drăgănescu 6  | Játékvezetők: Peter Hansson, Peter Olsson (SWE) |
| 2000. szeptember 30. 11:30 | 3× 3×          |         | 4× 1×         | Játékvezetők: Peter Hansson, Peter Olsson (SWE) |

A 7. helyért
| 2000. október 1. 9:30 | Brazília (BRA) | 33–38 (h. u.)  | Románia (ROU) | Játékvezetők: Klucsó Jenő, Lekrinszky Tivadar (HUN) |
| 2000. október 1. 9:30 | Zezé 9         | (15–17, 32–32) | Tănaşe 11     | Játékvezetők: Klucsó Jenő, Lekrinszky Tivadar (HUN) |
| 2000. október 1. 9:30 | 4× 3×          |                | 1× 3×         | Játékvezetők: Klucsó Jenő, Lekrinszky Tivadar (HUN) |

| Csapat        | Helyezés |
| ------------- | -------- |
| Románia (ROU) | 7.       |

## Műugrás
Férfi
| Versenyző         | Versenyszám        | Selejtező | Selejtező | Elődöntő | Elődöntő | Döntő   | Döntő    |
| Versenyző         | Versenyszám        | Pont      | Helyezés  | Pont     | Helyezés | Pont    | Helyezés |
| ----------------- | ------------------ | --------- | --------- | -------- | -------- | ------- | -------- |
| Gabriel Cherecheş | Egyéni műugrás     | 318,27    | 35.       | kiesett  | kiesett  | kiesett | kiesett  |
| Gabriel Cherecheş | Egyéni toronyugrás | 320,61    | 30.       | kiesett  | kiesett  | kiesett | kiesett  |

Női
| Versenyző          | Versenyszám        | Selejtező | Selejtező | Elődöntő | Elődöntő | Döntő   | Döntő    |
| Versenyző          | Versenyszám        | Pont      | Helyezés  | Pont     | Helyezés | Pont    | Helyezés |
| ------------------ | ------------------ | --------- | --------- | -------- | -------- | ------- | -------- |
| Clara Elena Ciocan | Egyéni toronyugrás | 265,29    | 21.       | kiesett  | kiesett  | kiesett | kiesett  |
| Anişoara Oprea     | Egyéni toronyugrás | 221,82    | 36.       | kiesett  | kiesett  | kiesett | kiesett  |

## Ökölvívás
| Versenyző           | Versenyszám     | Selejtező                        | Nyolcaddöntő                    | Negyeddöntő                   | Elődöntő                          | Döntő                           | Helyezés |
| Versenyző           | Versenyszám     | Ellenfél Eredmény                | Ellenfél Eredmény               | Ellenfél Eredmény             | Ellenfél Eredmény                 | Ellenfél Eredmény               | Helyezés |
| ------------------- | --------------- | -------------------------------- | ------------------------------- | ----------------------------- | --------------------------------- | ------------------------------- | -------- |
| Marian Velicu       | Papírsúly       | Ramazan Ballioğlu (TUR) · 20-8   | Maikro Romero (CUB) · 1-16      | kiesett                       | kiesett                           | kiesett                         | 9.       |
| Bogdan Dobrescu     | Légsúly         | Yang Xiangzhong (CHN) · 12-3     | Manuel Mantilla (CUB) · 12-27   | kiesett                       | kiesett                           | kiesett                         | 9.       |
| Crinu Raicu-Olteanu | Harmatsúly      | Artúr Mikaelián (GRE) · 7-2      | César Morales (MEX) · 24-8      | Clarence Vinson (USA) · 19-26 | kiesett                           | kiesett                         | 7.       |
| Ovidiu Bobîrnat     | Pehelysúly      | Bekzat Szattarhanov (KAZ) · 5-14 | kiesett                         | kiesett                       | kiesett                           | kiesett                         | 17.      |
| George Lungu        | Könnyűsúly      | Adisu Tebebu (ETH) · 15-3        | Cristian Bejarano (MEX) · 11-14 | kiesett                       | kiesett                           | kiesett                         | 9.       |
| Dorel Simion        | Váltósúly       | Rubén Fuchú (PUR) · 16-1         | Roberto Guerra (CUB) · 11-7     | Steven Küchler (GER) · 26-14  | Oleg Szaitov (RUS) · 10-19        | kiesett                         |          |
| Marian Simion       | Nagyváltósúly   | Ciro Di Corcia (ITA) · 19-8      | José Luis Zertuche (MEX) · 17-1 | Frédéric Esther (FRA) · 29-14 | Pornchai Thongburan (THA) · 26-16 | Jermahan Ibraimov (KAZ) · 23-25 |          |
| Adrian Diaconu      | Középsúly       | Abdel Hani Kenzi (ALG) · 19-9    | Dzsitender Kumár (IND) · 12-3   | Jorge Gutiérrez (CUB) · KO    | kiesett                           | kiesett                         | 5.       |
| Grigore Rîşco       | Félnehézsúly    | Sergey Mikhaylov (UZB) · 6-15    | kiesett                         | kiesett                       | kiesett                           | kiesett                         | 17.      |
| Constantin Onofrei  | Szupernehézsúly |                                  | Samuel Peter (NGR) · 14-17      | kiesett                       | kiesett                           | kiesett                         | 9.       |

## Öttusa
| Versenyző     | Versenyszám | Lövészet | Lövészet | Lövészet | Vívás    | Vívás | Vívás  | Úszás   | Úszás | Úszás | Lovaglás      | Lovaglás      | Lovaglás      | Lovaglás      | Futás   | Futás | Futás | Összesen    | Összesen |
| Versenyző     | Versenyszám | Pontszám | Pont     | Hely.    | Eredmény | Pont  | Hely.  | Idő     | Pont  | Hely. | Idő           | Hibapont      | Pont          | Hely.         | Idő     | Pont  | Hely. | Összes pont | Helyezés |
| ------------- | ----------- | -------- | -------- | -------- | -------- | ----- | ------ | ------- | ----- | ----- | ------------- | ------------- | ------------- | ------------- | ------- | ----- | ----- | ----------- | -------- |
| Nicolae Papuc | Férfi       | 185      | 1156     | 2.       | 11-13    | 800   | 13.*** | 2:10,86 | 1192  | 16.   | nem ért célba | nem ért célba | nem ért célba | nem ért célba | 9:53,89 | 1026  | 18.   | 4174        | 21.      |

*** - három másik versenyzővel azonos eredményt ért el

## Sportlövészet
Férfi
| Versenyző     | Versenyszám          | Selejtező | Selejtező | Döntő   | Döntő    |
| Versenyző     | Versenyszám          | Pont      | Helyezés  | Pont    | Helyezés |
| ------------- | -------------------- | --------- | --------- | ------- | -------- |
| Sorin Babii   | Szabadpisztoly       | 560       | 8.***     | kiesett | kiesett  |
| Sorin Babii   | Légpisztoly          | 578       | 11.***    | kiesett | kiesett  |
| Iulian Raicea | Légpisztoly          | 569       | 30.*      | kiesett | kiesett  |
| Iulian Raicea | Gyorstüzelő pisztoly | 587       | 1.**      | 684,6   |          |
| Iulică Cazan  | Gyorstüzelő pisztoly | 583       | 11.       | kiesett | kiesett  |

* - egy másik versenyzővel azonos eredményt ért el

** - két másik versenyzővel azonos eredményt ért el

*** - három másik versenyzővel azonos eredményt ért el

## Súlyemelés
Férfi
| Versenyző         | Versenyszám | Szakítás | Szakítás | Lökés    | Lökés    | Összesen | Helyezés |
| Versenyző         | Versenyszám | Eredmény | Helyezés | Eredmény | Helyezés | Összesen | Helyezés |
| ----------------- | ----------- | -------- | -------- | -------- | -------- | -------- | -------- |
| Adrian Ioan Jigău | 56 kg       | 122,5    | 6.       | 152,5    | 6.*      | 275,0    | 6.       |
| Valeriu Calancea  | 85 kg       | 160,0    | 12.*     | 205,0    | 6.*      | 365,0    | 10.      |
| Florin Vlad       | 105 kg      | 180,0    | 11.      | 225,0    | 5.*      | 405,0    | 7.       |
| Marius Alecu      | +105 kg     | 175,0    | 14.*     | 215,0    | 15.*     | 390,0    | 15.      |

Női
| Versenyző         | Versenyszám | Szakítás | Szakítás | Lökés    | Lökés    | Összesen | Helyezés |
| Versenyző         | Versenyszám | Eredmény | Helyezés | Eredmény | Helyezés | Összesen | Helyezés |
| ----------------- | ----------- | -------- | -------- | -------- | -------- | -------- | -------- |
| Marioara Munteanu | 53 kg       | 82,5     | 7.       | 97,5     | 8.       | 180,0    | 8.       |

* - egy másik versenyzővel azonos eredményt ért el

## Tenisz
Férfi
| Versenyző                  | Versenyszám | 64-es főtábla                        | 32-es főtábla                                           | Nyolcaddöntő      | Negyeddöntő       | Elődöntő          | Bronz- mérkőzés   | Döntő             | Helyezés |
| Versenyző                  | Versenyszám | Ellenfél Eredmény                    | Ellenfél Eredmény                                       | Ellenfél Eredmény | Ellenfél Eredmény | Ellenfél Eredmény | Ellenfél Eredmény | Ellenfél Eredmény | Helyezés |
| -------------------------- | ----------- | ------------------------------------ | ------------------------------------------------------- | ----------------- | ----------------- | ----------------- | ----------------- | ----------------- | -------- |
| Andrei Pavel               | Egyes       | Magnus Norman (SWE) · 7–6, 3–6, 8–10 | kiesett                                                 | kiesett           | kiesett           | kiesett           | kiesett           | kiesett           | 33.      |
| Andrei Pavel Gabriel Trifu | Páros       |                                      | India (IND) · Mahes Bhúpati · Lijendar Pedzs · 3–6, 4–6 | kiesett           | kiesett           | kiesett           | kiesett           | kiesett           | 17.      |

Női
| Versenyző         | Versenyszám | 64-es főtábla                 | 32-es főtábla     | Nyolcaddöntő      | Negyeddöntő       | Elődöntő          | Bronz- mérkőzés   | Döntő             | Helyezés |
| Versenyző         | Versenyszám | Ellenfél Eredmény             | Ellenfél Eredmény | Ellenfél Eredmény | Ellenfél Eredmény | Ellenfél Eredmény | Ellenfél Eredmény | Ellenfél Eredmény | Helyezés |
| ----------------- | ----------- | ----------------------------- | ----------------- | ----------------- | ----------------- | ----------------- | ----------------- | ----------------- | -------- |
| Ruxandra Dragomir | Egyes       | Nicole Pratt (AUS) · 3–6, 3–6 | kiesett           | kiesett           | kiesett           | kiesett           | kiesett           | kiesett           | 33.      |

## Torna
Férfi
| Versenyző                                                                 | Versenyszám      | Selejtező | Selejtező | Döntő    | Döntő    |
| Versenyző                                                                 | Versenyszám      | Pontszám  | Helyezés  | Pontszám | Helyezés |
| ------------------------------------------------------------------------- | ---------------- | --------- | --------- | -------- | -------- |
| Rareş Orzaţa                                                              | Talaj            | 9,337     | 30.**     | kiesett  | kiesett  |
| Rareş Orzaţa                                                              | Ugrás            | 9,637     | 18.*      | kiesett  | kiesett  |
| Rareş Orzaţa                                                              | Korlát           | 9,162     | 56.*      | kiesett  | kiesett  |
| Rareş Orzaţa                                                              | Nyújtó           | 9,287     | 57.*      | kiesett  | kiesett  |
| Rareş Orzaţa                                                              | Gyűrű            | 9,637     | 9.*       | kiesett  | kiesett  |
| Rareş Orzaţa                                                              | Lólengés         | 9,500     | 42.*****  | kiesett  | kiesett  |
| Rareş Orzaţa                                                              | Egyéni összetett | 56,560    | 18.*      | 57,385   | 11.      |
| Marian Drăgulescu                                                         | Talaj            | 9,700     | 3.        | 9,712    | 6.       |
| Marian Drăgulescu                                                         | Ugrás            | 9,637     | 18.*      | kiesett  | kiesett  |
| Marian Drăgulescu                                                         | Korlát           | 9,625     | 13.*      | kiesett  | kiesett  |
| Marian Drăgulescu                                                         | Nyújtó           | 9,312     | 56.       | kiesett  | kiesett  |
| Marian Drăgulescu                                                         | Gyűrű            | 9,575     | 18.***    | kiesett  | kiesett  |
| Marian Drăgulescu                                                         | Lólengés         | 9,500     | 42.*****  | kiesett  | kiesett  |
| Marian Drăgulescu                                                         | Egyéni összetett | 57,349    | 7.        | 57,098   | 13.      |
| Ioan Suciu                                                                | Talaj            | 9,437     | 23.       | kiesett  | kiesett  |
| Ioan Suciu                                                                | Ugrás            | 9,350     | 39.*****  | kiesett  | kiesett  |
| Ioan Suciu                                                                | Korlát           | 9,612     | 15.*      | kiesett  | kiesett  |
| Ioan Suciu                                                                | Nyújtó           | 9,237     | 60.       | kiesett  | kiesett  |
| Ioan Suciu                                                                | Gyűrű            | 9,425     | 45.**     | kiesett  | kiesett  |
| Ioan Suciu                                                                | Lólengés         | 9,712     | 12.**     | kiesett  | kiesett  |
| Ioan Suciu                                                                | Egyéni összetett | 56,773    | 15.       | 55,786   | 28.*     |
| Florentin Pescaru                                                         | Talaj            | 8,850     | 58.*      | kiesett  | kiesett  |
| Florentin Pescaru                                                         | Ugrás            | 9,587     | 23.*      | kiesett  | kiesett  |
| Florentin Pescaru                                                         | Korlát           | 9,375     | 41.       | kiesett  | kiesett  |
| Florentin Pescaru                                                         | Nyújtó           | 9,212     | 61.*      | kiesett  | kiesett  |
| Florentin Pescaru                                                         | Gyűrű            | 9,237     | 59.       | kiesett  | kiesett  |
| Florentin Pescaru                                                         | Lólengés         | 9,562     | 36.*      | kiesett  | kiesett  |
| Florentin Pescaru                                                         | Egyéni összetett | 55,823    | 33.       | kiesett  | kiesett  |
| Marius Urzică                                                             | Korlát           | 9,662     | 8.*       | 8,887    | 8.       |
| Marius Urzică                                                             | Nyújtó           | 9,575     | 39.*      | kiesett  | kiesett  |
| Marius Urzică                                                             | Lólengés         | 9,812     | 1.        | 9,862    |          |
| Marius Urzică                                                             | Egyéni összetett | 29,049    | 82.       | kiesett  | kiesett  |
| Marian Drăgulescu Ioan Suciu Rareş Orzaţa Florentin Pescaru Marius Urzică | Csapat összetett | 227,680   | 6.        | 227,543  | 6.       |

Női
| Versenyző                                                                                  | Versenyszám      | Selejtező | Selejtező | Döntő    | Döntő    |
| Versenyző                                                                                  | Versenyszám      | Pontszám  | Helyezés  | Pontszám | Helyezés |
| ------------------------------------------------------------------------------------------ | ---------------- | --------- | --------- | -------- | -------- |
| Simona Amânar                                                                              | Talaj            | 9,800     | 1.        | 9,712    |          |
| Simona Amânar                                                                              | Ugrás            | 9,725     | 4.        | 9,537    | 6.       |
| Simona Amânar                                                                              | Felemás korlát   | 9,550     | 35.**     | kiesett  | kiesett  |
| Simona Amânar                                                                              | Gerenda          | 9,625     | 15.***    | kiesett  | kiesett  |
| Simona Amânar                                                                              | Egyéni összetett | 38,700    | 3.        | 38,642   |          |
| Maria Olaru                                                                                | Talaj            | 9,575     | 15.*      | kiesett  | kiesett  |
| Maria Olaru                                                                                | Ugrás            | 9,625     | 8.        | kiesett  | kiesett  |
| Maria Olaru                                                                                | Felemás korlát   | 9,225     | 60.       | kiesett  | kiesett  |
| Maria Olaru                                                                                | Gerenda          | 9,787     | 1.        | 9,700    | 6.       |
| Maria Olaru                                                                                | Egyéni összetett | 38,212    | 9.        | 38,581   |          |
| Andreea Răducan                                                                            | Talaj            | 9,737     | 3.        | 9,275    | 6.       |
| Andreea Răducan                                                                            | Ugrás            | 9,743     | 2.        | 9,693    |          |
| Andreea Răducan                                                                            | Felemás korlát   | 9,562     | 33.*      | kiesett  | kiesett  |
| Andreea Răducan                                                                            | Gerenda          | 9,675     | 10.*      | kiesett  | kiesett  |
| Andreea Răducan                                                                            | Egyéni összetett | 38,717    | 2.        | kizárták | kizárták |
| Loredana Boboc                                                                             | Talaj            | 9,337     | 29.***    | kiesett  | kiesett  |
| Loredana Boboc                                                                             | Ugrás            | 9,250     | 38.*      | kiesett  | kiesett  |
| Loredana Boboc                                                                             | Felemás korlát   | 9,550     | 35.**     | kiesett  | kiesett  |
| Loredana Boboc                                                                             | Gerenda          | 9,675     | 10.*      | kiesett  | kiesett  |
| Loredana Boboc                                                                             | Egyéni összetett | 37,812    | 16.       | kiesett  | kiesett  |
| Andreea Isărescu                                                                           | Ugrás            | 9,193     | 44.       | kiesett  | kiesett  |
| Andreea Isărescu                                                                           | Felemás korlát   | 9,625     | 24.***    | kiesett  | kiesett  |
| Andreea Isărescu                                                                           | Egyéni összetett | 18,818    | 85.       | kiesett  | kiesett  |
| Claudia Presăcan                                                                           | Talaj            | 8,925     | 60.       | kiesett  | kiesett  |
| Claudia Presăcan                                                                           | Gerenda          | 9,775     | 2.        | 9,750    | 4.       |
| Claudia Presăcan                                                                           | Egyéni összetett | 18,700    | 87.       | kiesett  | kiesett  |
| Andreea Răducan Simona Amânar Maria Olaru Loredana Boboc Andreea Isărescu Claudia Presăcan | Csapat összetett | 153,991   | 2.        | 154,608  |          |

* - egy másik versenyzővel azonos eredményt ért el

** - két másik versenyzővel azonos eredményt ért el

*** - három másik versenyzővel azonos eredményt ért el

***** - öt másik versenyzővel azonos eredményt ért el

## Úszás
Férfi
| Versenyző                                               | Versenyszám          | Előfutam | Előfutam | Előfutam | Elődöntő | Elődöntő | Elődöntő | Döntő   | Döntő    |
| Versenyző                                               | Versenyszám          | Idő      | Hely.    | Össz.    | Idő      | Hely.    | Össz.    | Idő     | Helyezés |
| ------------------------------------------------------- | -------------------- | -------- | -------- | -------- | -------- | -------- | -------- | ------- | -------- |
| Dragoş Coman                                            | 200 m gyors          | 1:50,20  | 6.       | 17.      | kiesett  | kiesett  | kiesett  | kiesett | kiesett  |
| Dragoş Coman                                            | 400 m gyors          | 3:48,77  | 2.       | 7.       |          |          |          | 3:47,38 | 5.       |
| Dragoş Coman                                            | 1500 m gyors         | 15:12,64 | 3.       | 9.       |          |          |          | kiesett | kiesett  |
| Cezar Bădiţă Dragoş Coman Răzvan Florea Ştefan Gherghel | 4 × 200 m gyorsváltó | 7:24,06  | 5.       | 9.       |          |          |          | kiesett | kiesett  |
| Răzvan Florea                                           | 100 m hát            | 56,35    | 3.       | 22.*     | kiesett  | kiesett  | kiesett  | kiesett | kiesett  |
| Răzvan Florea                                           | 200 m hát            | 1:59,79  | 1.       | 5.       | 1:59,44  | 2.       | 5.       | 1:59,05 | 6.       |
| Ştefan Gherghel                                         | 100 m pillangó       | 54,13    | 7.       | 21.      | kiesett  | kiesett  | kiesett  | kiesett | kiesett  |
| Ştefan Gherghel                                         | 200 m pillangó       | 1:59,48  | 5.       | 17.*     | kiesett  | kiesett  | kiesett  | kiesett | kiesett  |
| Cezar Bădiţă                                            | 200 m vegyes         | 2:02,48  | 3.       | 9.       | 2:02,02  | 5.       | 11.      | kiesett | kiesett  |
| Cezar Bădiţă                                            | 400 m vegyes         | 4:17,11  | 3.       | 4.       |          |          |          | 4:20,91 | 7.       |

Női
| Versenyző                                                                           | Versenyszám            | Előfutam | Előfutam | Előfutam | Elődöntő     | Elődöntő     | Elődöntő     | Döntő   | Döntő    |
| Versenyző                                                                           | Versenyszám            | Idő      | Hely.    | Össz.    | Idő          | Hely.        | Össz.        | Idő     | Helyezés |
| ----------------------------------------------------------------------------------- | ---------------------- | -------- | -------- | -------- | ------------ | ------------ | ------------ | ------- | -------- |
| Camelia Potec                                                                       | 200 m gyors            | 2:00,18  | 2.       | 5.       | 1:59,54      | 2.           | 2.           | 1:59,46 | 7.       |
| Camelia Potec                                                                       | 400 m gyors            | 4:11,92  | 3.       | 11.      |              |              |              | kiesett | kiesett  |
| Simona Păduraru                                                                     | 400 m gyors            | 4:13,89  | 4.       | 16.      |              |              |              | kiesett | kiesett  |
| Lorena Diaconescu Carmen Herea Diana Mocanu Camelia Potec                           | 4 × 100 m gyorsváltó   | 3:48,78  | 6.       | 12.      |              |              |              | kiesett | kiesett  |
| Camelia Potec Simona Păduraru Lorena Diaconescu Beatrice Coadă-Căşlaru Carmen Herea | 4 × 200 m gyorsváltó   | 8:05,24  | 2.       | 3.       |              |              |              | 8:01,63 | 4.       |
| Diana Mocanu                                                                        | 100 m hát              | 1:01,18  | 2.       | 2.       | 1:00,70      | 1.           | 9.           | 1:00,21 |          |
| Diana Mocanu                                                                        | 200 m hát              | 2:09,21  | 1.       | 1.       | 2:09,64      | 1.           | 1.           | 2:08,16 |          |
| Diana Mocanu                                                                        | 100 m pillangó         | 59,72    | 5.       | 12.*     | 59,12        | 3.           | 8.           | 59,43   | 8.       |
| Diana Mocanu                                                                        | 200 m vegyes           | 2:29,58  | 8.       | 34.      | kiesett      | kiesett      | kiesett      | kiesett | kiesett  |
| Beatrice Căşlaru                                                                    | 200 m vegyes           | 2:13,72  | 1.       | 2.       | 2:13,31      | 1.           | 2.           | 2:12,57 |          |
| Beatrice Căşlaru                                                                    | 200 m mell             | 2:27,59  | 4.       | 6.       | visszalépett | visszalépett | visszalépett | kiesett | kiesett  |
| Beatrice Căşlaru                                                                    | 400 m vegyes           | 4:41,04  | 1.       | 4.       |              |              |              | 4:37,18 |          |
| Lorena Diaconescu Carmen Herea Simona Păduraru Raluca Udroiu                        | 4 × 100 m vegyes váltó | 4:23,56  | 6.       | 18.      |              |              |              | kiesett | kiesett  |

* - egy másik versenyzővel azonos eredményt ért el

## Vívás
Férfi
| Versenyző                                    | Versenyszám  | Selejtező                  | 32-es főtábla                 | Nyolcaddöntő                   | Negyeddöntő                                                                   | Elődöntő                                                                                 | Bronz- mérkőzés                                                              | Döntő                          | Helyezés |
| Versenyző                                    | Versenyszám  | Ellenfél Eredmény          | Ellenfél Eredmény             | Ellenfél Eredmény              | Ellenfél Eredmény                                                             | Ellenfél Eredmény                                                                        | Ellenfél Eredmény                                                            | Ellenfél Eredmény              | Helyezés |
| -------------------------------------------- | ------------ | -------------------------- | ----------------------------- | ------------------------------ | ----------------------------------------------------------------------------- | ---------------------------------------------------------------------------------------- | ---------------------------------------------------------------------------- | ------------------------------ | -------- |
| Mihai Covaliu                                | Kard, egyéni | erőnyerő                   | Norbert Jaskot (POL) · 15-12  | Dzmitrij Lapkesz (BLR) · 15-11 | Damien Touya (FRA) · 15-14                                                    | Wiradech Kothny (GER) · 15-12                                                            |                                                                              | Mathieu Gourdain (FRA) · 15-12 |          |
| Victor Gaureanu                              | Kard, egyéni | erőnyerő                   | Luigi Tarantino (ITA) · 15-10 | Julien Pillet (FRA) · 15-10    | Mathieu Gourdain (FRA) · 14-15                                                | kiesett                                                                                  | kiesett                                                                      | kiesett                        | 8.       |
| Florin Lupeică                               | Kard, egyéni | Cándido Maya (CUB) · 15-10 | Köves Csaba (HUN) · 14-15     | kiesett                        | kiesett                                                                       | kiesett                                                                                  | kiesett                                                                      | kiesett                        | 28.      |
| Mihai Covaliu Florin Lupeică Victor Gaureanu | Kard, csapat |                            |                               | erőnyerő                       | Lengyelország (POL) · Rafał Sznajder · Norbert Jaskot · Marcin Sobala · 45-26 | Oroszország (RUS) · Szergej Sarikov · Sztanyiszlav Pozdnyakov · Alekszej Froszin · 28-45 | Németország (GER) · Dennis Bauer · Alexander Weber · Wiradech Kothny · 27-45 |                                | 4.       |

Női
| Versenyző            | Versenyszám | Selejtező         | 32-es főtábla               | Nyolcaddöntő           | Negyeddöntő                   | Elődöntő                       | Bronz- mérkőzés                | Döntő             | Helyezés |
| Versenyző            | Versenyszám | Ellenfél Eredmény | Ellenfél Eredmény           | Ellenfél Eredmény      | Ellenfél Eredmény             | Ellenfél Eredmény              | Ellenfél Eredmény              | Ellenfél Eredmény | Helyezés |
| -------------------- | ----------- | ----------------- | --------------------------- | ---------------------- | ----------------------------- | ------------------------------ | ------------------------------ | ----------------- | -------- |
| Laura Cârlescu-Badea | Tőr, egyéni | erőnyerő          | Migsey Dussu (CUB) · 15-6   | Meng Jie (CHN) · 15-7  | Diana Bianchedi (ITA) · 15-4  | Valentina Vezzali (ITA) · 8-15 | Giovanna Trillini (ITA) · 9-15 |                   | 4.       |
| Szabó-Lázár Réka     | Tőr, egyéni | erőnyerő          | Julie Mahoney (CAN) · 15-10 | Ann Marsh (USA) · 15-7 | Valentina Vezzali (ITA) · 8-9 | kiesett                        | kiesett                        | kiesett           | 8.       |